# Thập niên 170 TCN
Thập niên 170 TCN hay thập kỷ 170 TCN chỉ đến những năm từ 170 TCN đến 179 TCN.